# Alida Brons
Alida Christina Brons, ook wel Ida Veen-Brons (Amsterdam, 24 november 1878 - Zaandam, 26 november 1955) was een Nederlandse feministe en schrijfster bekend onder de naam 'Famke'. 

## Levensloop
Op 19-jarige leeftijd werkte ze als boekhoudster in het bedrijf van haar vader dat waterdichte materialen produceerde. Ze haalde als een van de eerste vrouwen in Nederland haar diploma's boekhouden en handelsrekenen. Ze schreef toen ook al een vaste rubriek op de vrouwenpagina in de Telegraaf, onder het pseudoniem 'Homo sum', dit ging voornamelijk over huwelijk en gezin. 
Door haar huwelijk werd Brons huisvrouw. Ze zorgde voor haar vier kinderen en was lid van de Nederlandsche Vereeniging van Huisvrouwen. 
Onder het pseudoniem 'Famke' begon ze brieven te schrijven naar het tijdschrift 'Zij' om aandacht te vragen voor de gewone huisvrouw. Deze werden ook gepubliceerd. Brons was tot de overtuiging gekomen dat er een nieuw-feminisme nodig was, waarin gelijkheid belangrijk was. Volgens Brons ondermijnden ongetrouwde mannen echter willens en wetens het gezinsleven, en daarmee de levensvervulling van de vrouw. Brons richtte de Vereeniging voor Nieuw-Feministen op, maar deze kende geen groot succes.